# Franz Pixner
Franz Pixner (* 3. Juni 1912 in Ried im Innkreis; † 1. August 1998 in Wien) war ein österreichischer Marxist und Spanienkämpfer, Bildhauer und Maler.

## Leben
Pixner kam am 3. Juni 1912 als Sohn eines Bäckermeisters in Ried im Innkreis zur Welt. 1926 begann er dort eine Tischlerlehre, von 1928 bis 1932 besuchte er die Fachklasse für Modellieren und Holzbildhauerei in Hallstatt (heute HTBLA Hallstatt). Anschließend kam er nach Wien, wo er bei Michael Powolny und Albert Paris Gütersloh die Meisterklassen für Bildhauerei und Aktzeichnen an der Kunstgewerbeschule Wien besuchte.
Pixner war Mitglied der Sozialistischen Arbeiter-Jugend und deren Rieder Vorsitzender, 1931 wurde er Mitglied der KPÖ. 1935 wurde er wegen seiner Tätigkeit für die Rote Hilfe von der Hochschule verwiesen und in das Anhaltelager Wöllersdorf verbracht. 1936 erfolgte eine erneute Verhaftung wegen politischer Betätigung, seine Inhaftierung dauerte bis Februar 1937. Im Juni 1937 ging Pixner nach Spanien, wo er auf Seiten der Republikaner im Spanischen Bürgerkrieg gegen Franco kämpfte und bei einem Partisaneneinsatz schwer verwundet wurde. 1939 kam er ins Internierungslager Gurs in Frankreich und emigrierte von dort nach seiner Freilassung nach London, wo er bis zum Ende des Zweiten Weltkriegs blieb.
1946 kehrte er nach Wien zurück. Er nahm sein Studium der Bildhauerei bei Fritz Wotruba an der Akademie der Bildenden Künste wieder auf. Pixner lebte bis zu seinem Tod 1998 als freischaffender Künstler in Wien. Er wurde am Kagraner Friedhof bestattet.
Pixner war mit Minna Kohn (1919–2003) verheiratet, der Schwester des Chemikers und Nobelpreisträgers Walter Kohn.

## Auszeichnungen
- 1983 wurde er mit dem Preis der Stadt Wien für Bildende Kunst in der Sparte Bildhauerei ausgezeichnet.
- In Wien-Donaustadt ist der Franz-Pixner-Weg nach ihm benannt.

## Werke
- Büste des deutschen Interbrigadisten Hans Beimler (Gurs 1939)
- mehrere antifaschistische Skulpturen im Auftrag der Gemeinde Wien
- Freiheitskämpfer-Denkmal auf dem Atzgersdorfer Friedhof (1954)
- Holzbüste des 1934 hingerichteten Floridsdorfer Schutzbundführers Georg Weissel[4]
- Erinnerungsskulptur für Rudolf Beer neben dem Volkstheater.[5]
- mehrere Kunstwerke im öffentlichen Raum, so im Kurpark Oberlaa, am Gemeindebau Neilreichgasse 85-89 in Favoriten[6] und im Gemeindebau Erdbergstraße 16-28 in Wien-Landstraße (1961/66).
- Gedenktafel für die während der Februarkämpfe 1934 im Goethehof Gefallenen (Goethehof 1984).[7]

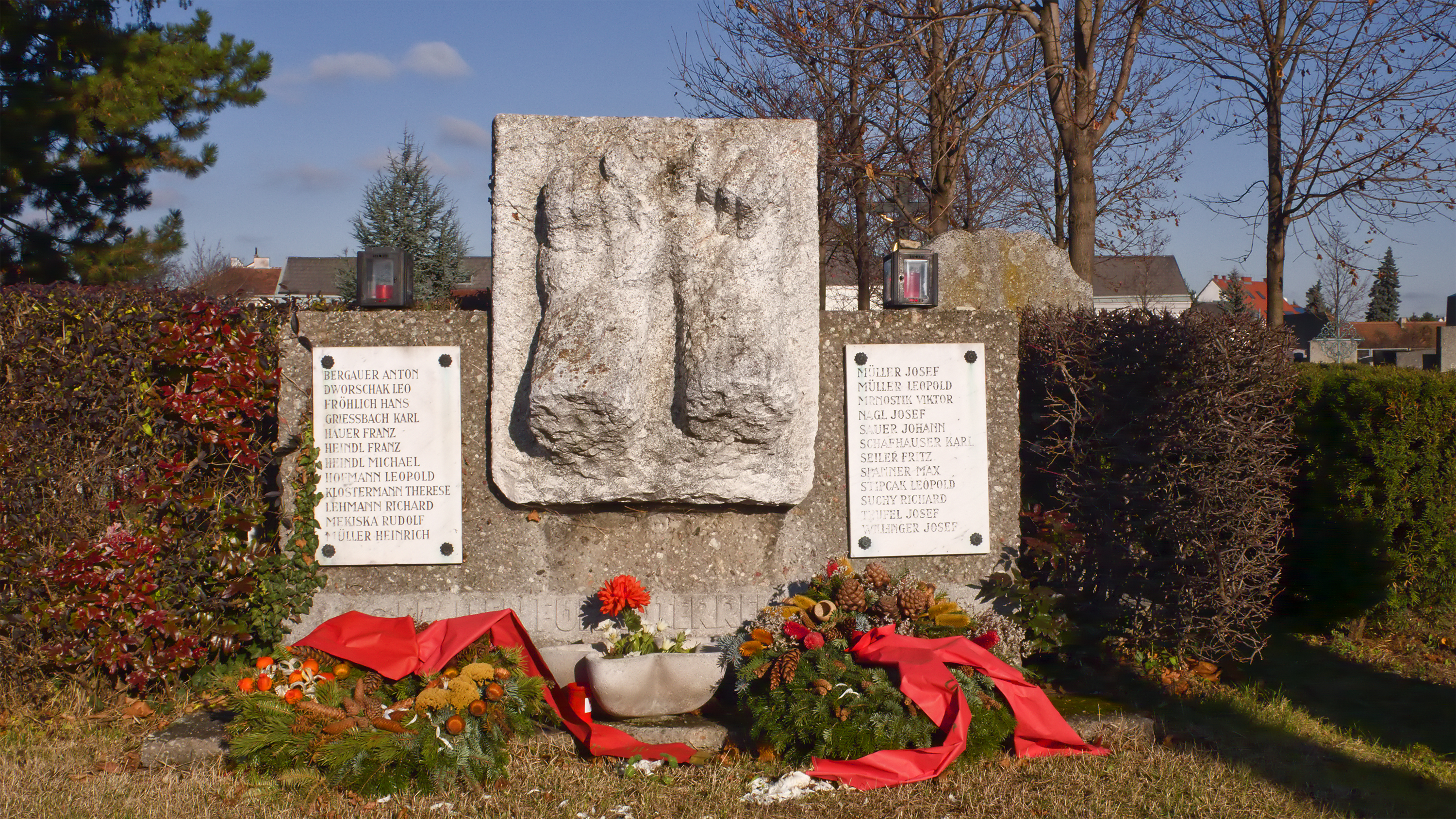
Freiheitskämpfer-Denkmal auf dem Atzgersdorfer Friedhof
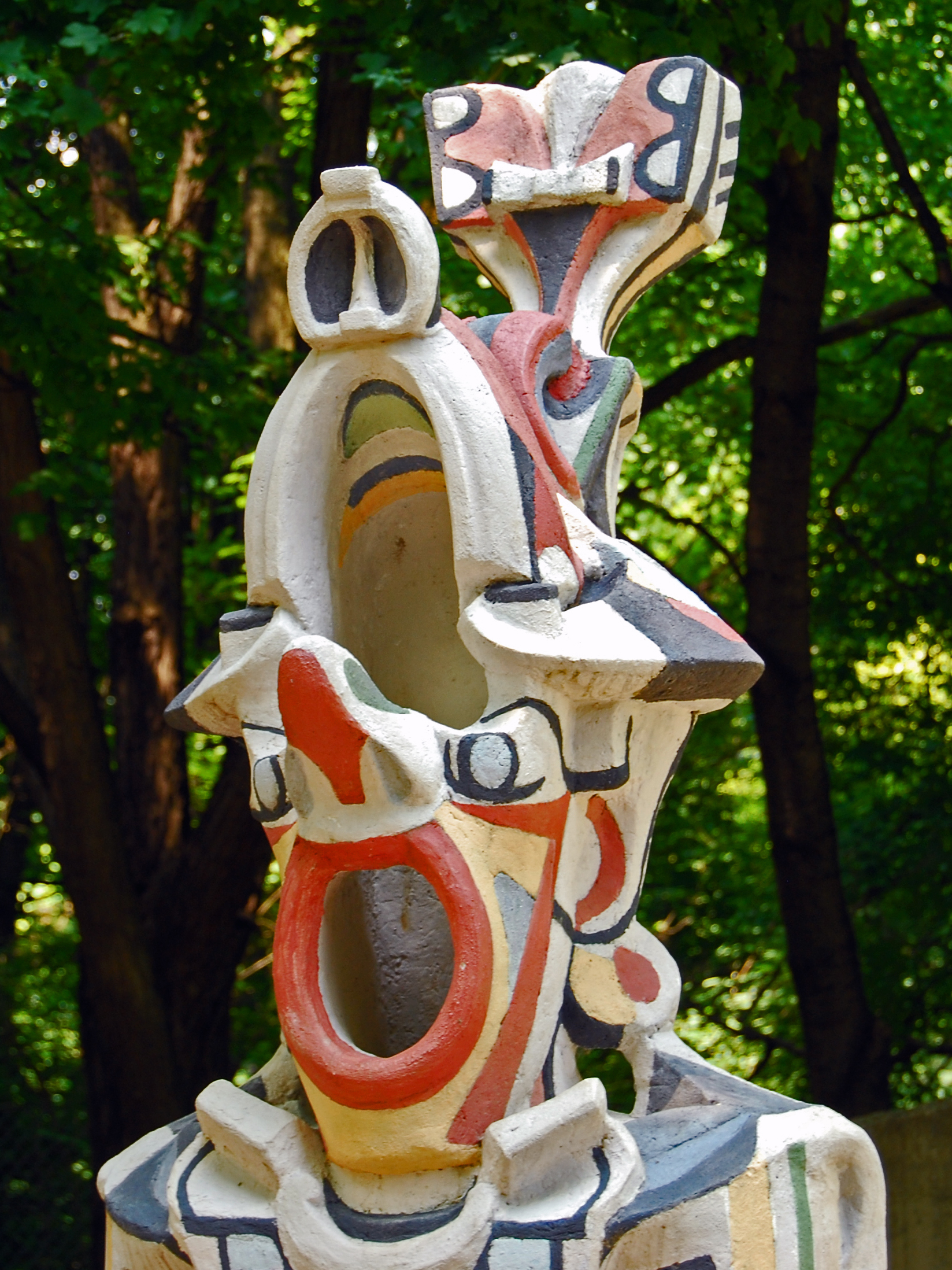
Spielplastik Clown im Kurpark Oberlaa
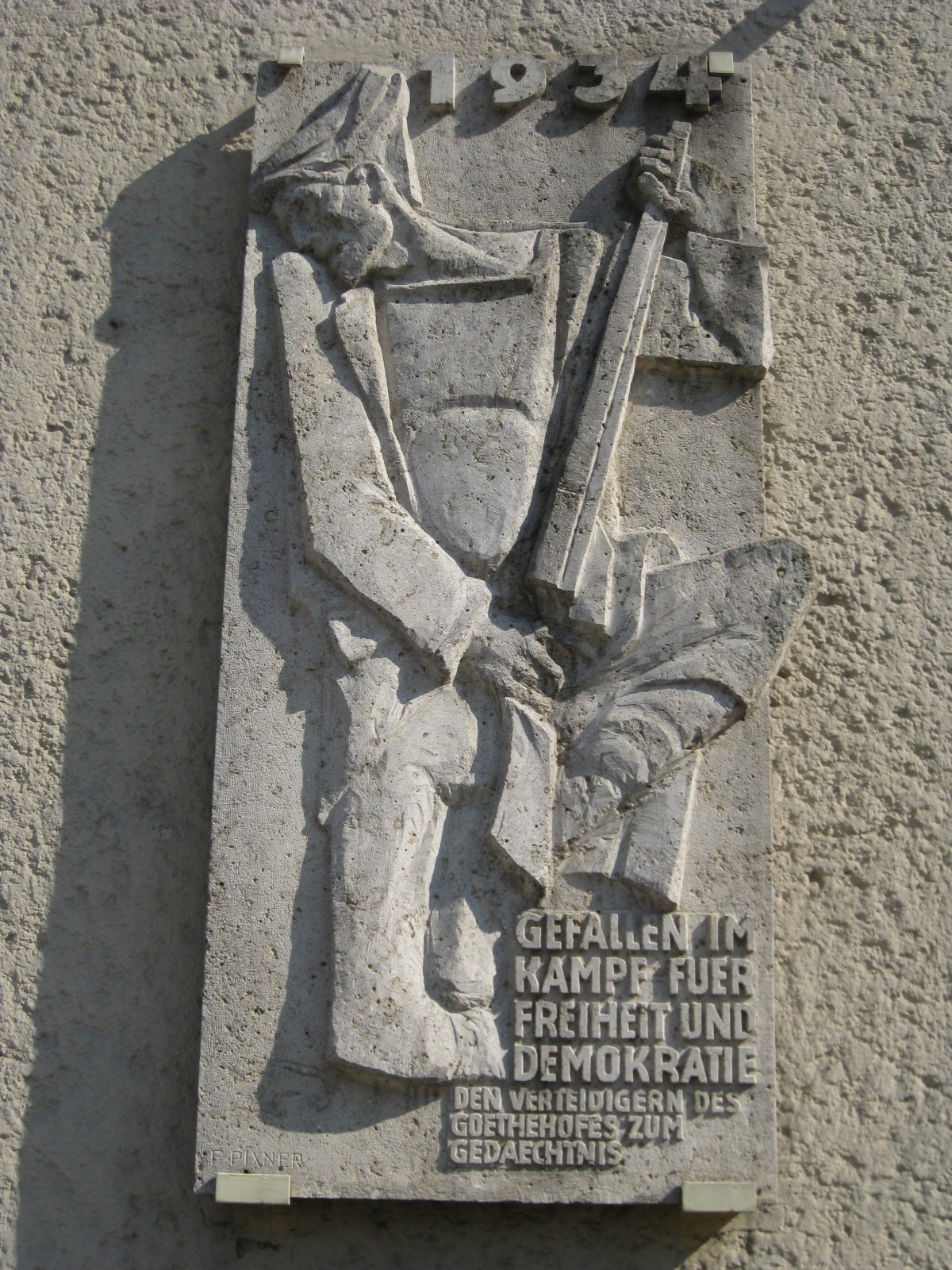
Gedenktafel im Goethehof
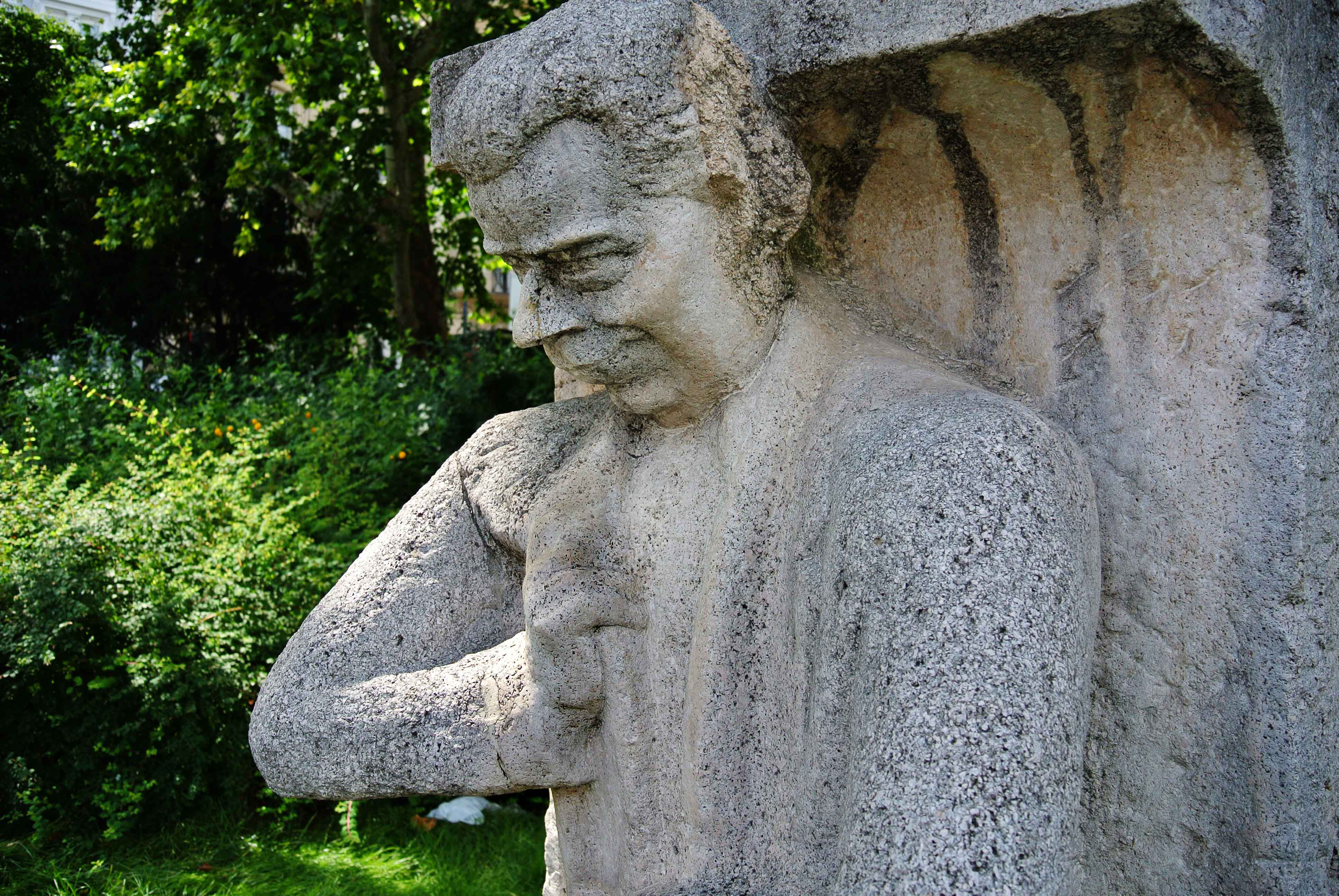
Erinnerungsskulptur für Rudolf Beer neben dem Volkstheater
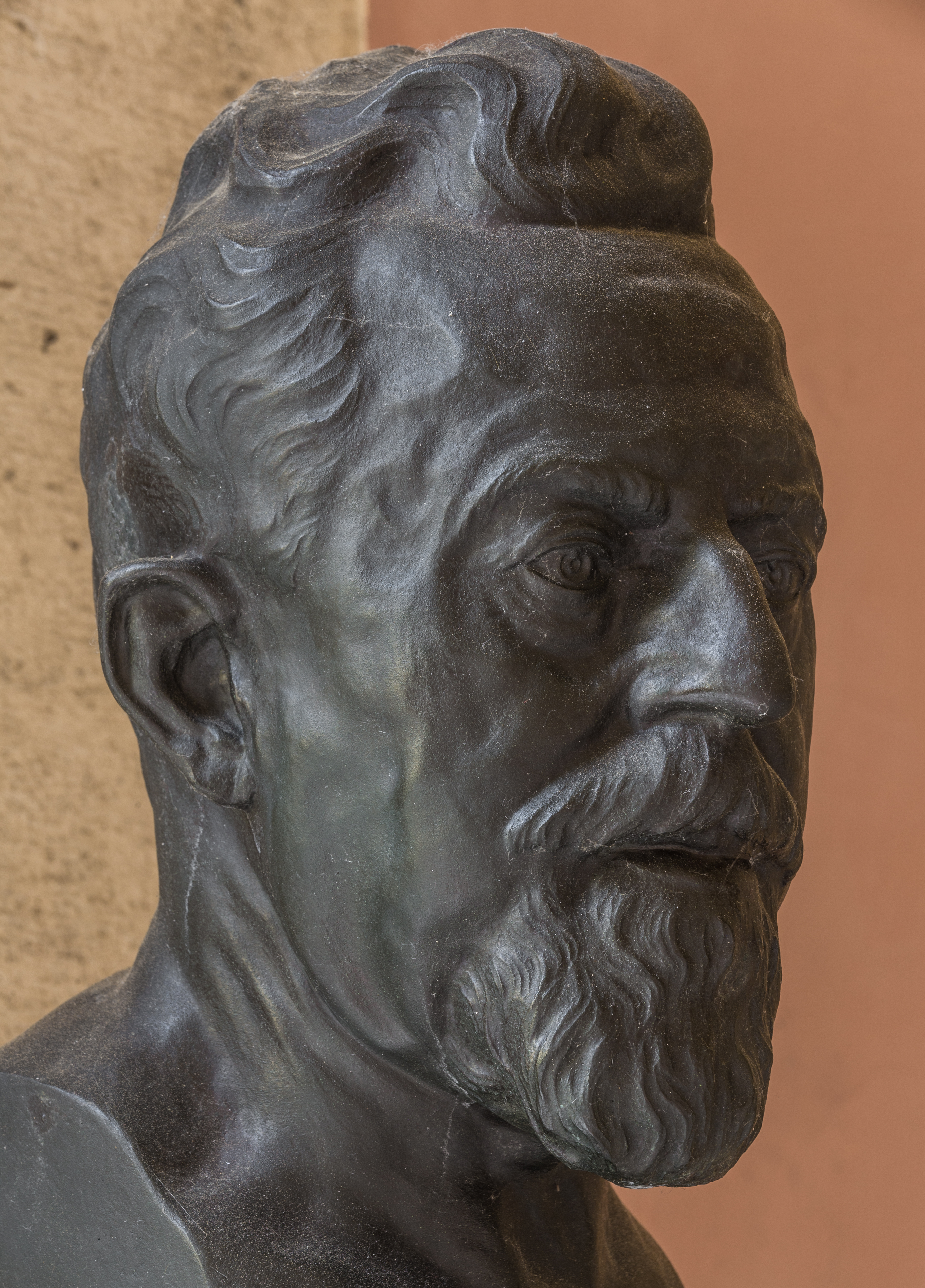
Büste von Rudolf Much im Arkadenhof der Universität Wien